# 護教資訊和研究基金會
護教資訊和研究基金會（英語：Foundation for Apologetic Information & Research，通常縮寫為 FAIR）是一個專注於摩門教護教學和駁斥任何反摩門教言論的機構。FAIR 是由一群回答網路上所提問問題的義工組成。FAIR 和耶穌基督後期聖徒教會並沒有關聯，FAIR 的回覆也不代表該教會的立場。

## 董事會成員
- Kevin Barney

## 請參見
- 耶穌基督後期聖徒教會
- 古代研究和摩門探究基金會

## 外部連結
- fairlds.org: 護教資訊和研究基金會官方網站（页面存档备份，存于）
- FAIRwiki（页面存档备份，存于） 護教資訊和研究基金會